# アレクサンドル・ルイ・ルロワール

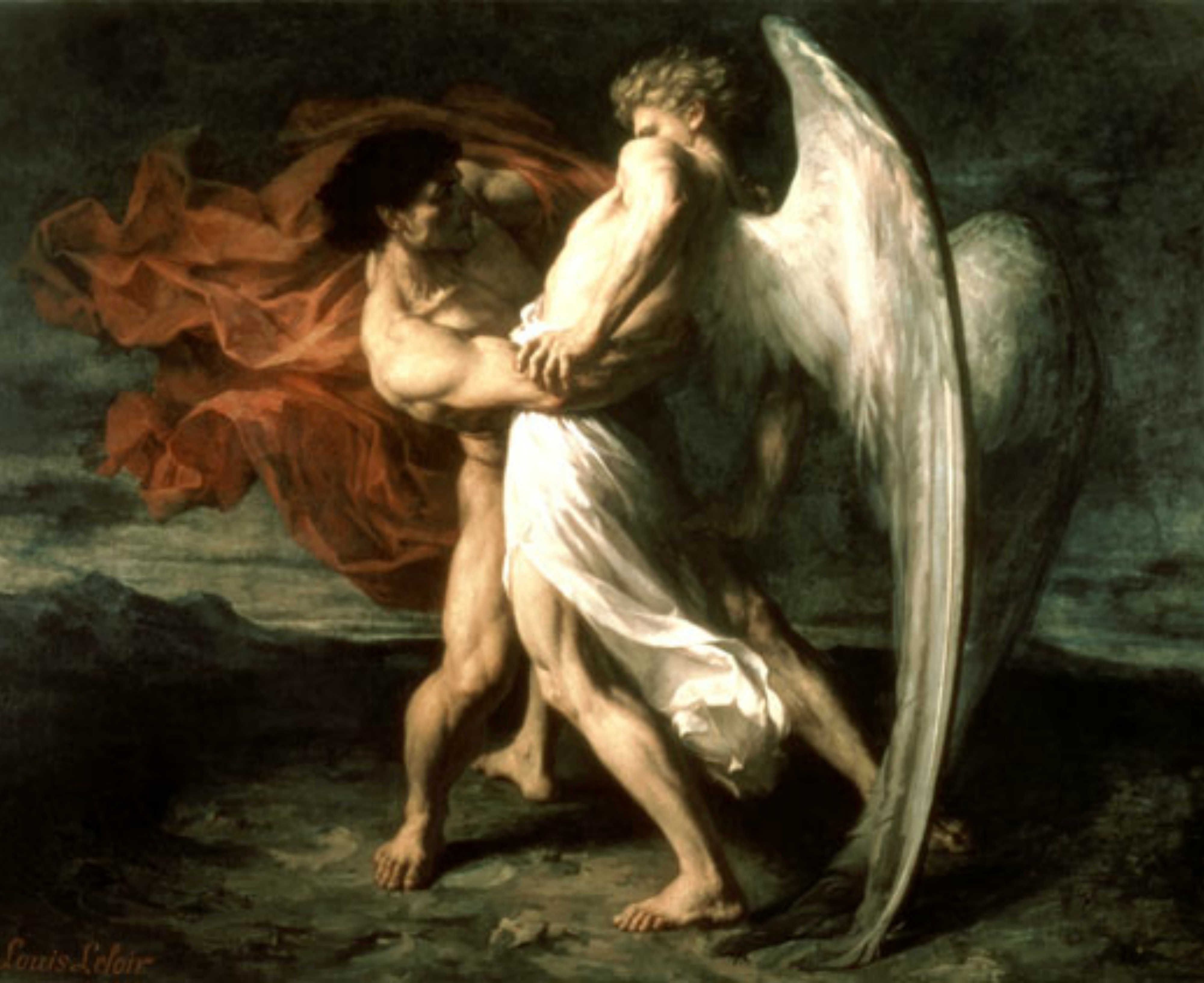
天使とヤコブの闘い, （1865年）

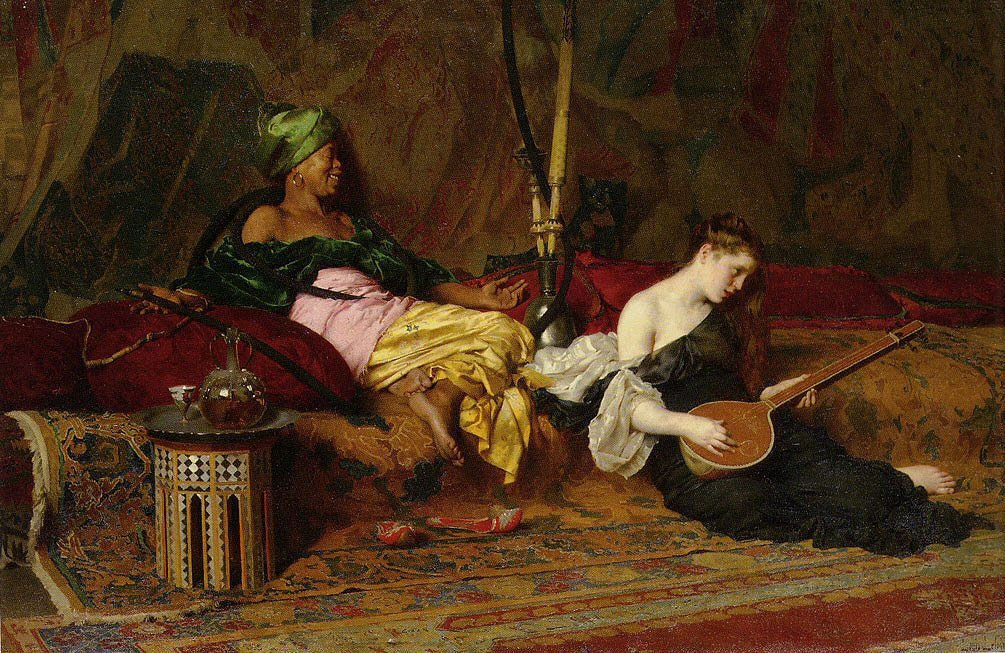
A Musical Interlude, （1874年, 個人蔵）

アレクサンドル・ルイ・ルロワール（Alexandre Louis Leloir, 1843年3月14日 - 1884年1月28日）は、19世紀のフランスの画家。
弟は、画家・劇作家のモーリス・ルロワール。

## 略歴
パリで生まれた。父親のオーギュスト・ルロワール（Auguste Leloir:1809-1892)、母親のエロイーズ・スュザンヌ・コラン(Héloïse Suzanne Colin:1820-1874)も画家で、母方の祖父、アレクサンドル＝マリー・コラン（Alexandre-Marie Colin)も有名な画家であった。
最初の美術教育を両親・祖父から受けた後、1860年にエコール・デ・ボザールに入学し、有望な学生に贈られるローマ賞に何度か挑戦した。1861年に2位、1864年にも2位になった。1863年からサロン・ド・パリに、主に歴史画を出展し、風俗画も描いた。書籍の挿絵も描いた。
フランス水彩画協会（Société des Aquarellistes français）の創設に参加した。1876年にレジオンドヌール勲章（シュヴァリエ）を受勲した。

## 主な作品
- A Chariot Of Swallows
- The Death of Priam (1861)
- 天使とヤコブの闘い（1865）
- The Temptation Of Saint Anthony（1871）
- A Musical Interlude (1874)